# 豚草
豚草（學名：Ambrosia artemisiifolia），也叫豬草、“艾叶破布草”、瘤果菊，为菊科猪草属下的一个种。原产于北美洲，是一种适应力极强，生长旺盛的杂草，株高可达一米。每年7-8月份开花，同株但分雌雄花，放出黄色雾状花粉，可引发枯草热、花粉症及其他呼吸道疾病和过敏疾病等。每株每年可生7至10万枚种子，随风飘扬，种子具有30-40年的生命力，即使在贫瘠干旱的土地也能生长。
在抗日战争期间，豚草的种子随着日本军隊的马饲料传播到中国和亚洲大陆，已经开始泛滥，由于其极强的生命力，可以遮盖和压抑土生植物，造成原有生态系统的破坏，农业减产，消耗土地中的水分和营养，花粉造成空气污染，是一种有害植物。目前在中国东部，从东北到江南都发现豚草的入侵。尚没有任何有效的方法清除，但可以引入其天敵豚草卷蛾和廣聚螢葉甲來抑制豚草的擴散。有指大气中的二氧化碳含量增加，豚草会产生更多的种子，因此随着温室气体排放量增加所造成的全球暖化，豚草將造成更大的危害。
2003年1月10日，中国国家环保总局与中国科学院联合发布的第一批“中国外来入侵物种名单” （2003环发11号）中列有豚草。

## 外部連結
- 美國農業部介紹（页面存档备份，存于）
- 豚草入侵法國的介紹（页面存档备份，存于）
- 神农架国家公园发现入侵植物豚草 （页面存档备份，存于）